# St John’s Cottage
St John’s Cottage ist eine Villa in der schottischen Ortschaft Maybole in der Council Area South Ayrshire. 1971 wurde das Bauwerk in die schottischen Denkmallisten in der höchsten Kategorie A aufgenommen.

## Beschreibung
Das im frühen 19. Jahrhundert errichtete Gebäude liegt isoliert am Westrand von Maybole. Der Haupttrakt ist symmetrisch aufgebaut. Mittig verläuft ein länglicher, zweistöckiger Gebäudeteil, der im Nordwesten halboktogonal hervortritt. Am Südostende schließt er mit Walm ab. Einstöckige Teile mit Pultdächern flankieren diesen Gebäudeteil. An der Südostseite gehen außen zwei einstöckige Flügel ab. Das Mauerwerk besteht aus polierten Quadersteinen. Der Eingangsbereich befindet sich an der Nordostseite. Fenster flankieren den tieferliegenden, mit Rundbogen gestalteten Gebäudeteil. Bei den am gesamten Gebäude verbauten Fenstern handelt es sich meist um zwölfteilige Sprossenfenster. Von dem schiefergedeckten Dach ragen zwei Kamine mit Kranzgesimsen auf.